# Кот-де-Боте
Кот-де-Ботэ (фр. Côte de Beauté, с фр. — «Берег Красоты») — участок побережья Бискайского залива на юго-западе Франции, простирающийся от полуострова Арвер (фр.) на севере до эстуария Жиронда на юго-востоке. Относится к департаменту Приморская Шаранта, регион Новая Аквитания. Административный центр — город Руайан.
Кот-де-Ботэ идёт от Кот-Саваж (фр.) в направлении юга. Берег Красоты продолжается примерно от мыса Кубр (фр.) по берегу Атлантического океана, относящемуся к коммуне Ле-Мат, к скалам в районе Мешер-сюр-Жиронд в эстуарии Жиронда. Французский Национальный совет по географической информации (фр.) считает, что Кот-де-Ботэ простирается от мыса Кубр в департаменте Приморская Шаранта до мыса Негад (фр.) на южном берегу эстуария Жиронда, в департаменте Жиронда.
Туристическую притягательность Кот-де-Боте формируют шесть морских курортов:
- Ла-Пальмир (фр.)
- Сен-Пале-сюр-Мер
- Во-сюр-Мер
- Руайан
- Сен-Жорж-де-Дидон
- Мешер-сюр-Жиронд

Если следовать границам, определённым Национальным советом по географической информации, то надо добавить ещё два курорта на противоположном берегу эстуария, в департаменте Жиронда:
- Ле-Вердон-сюр-Мер (фр.)
- Сулак-сюр-Мер

Название Кот-де-Ботэ придумано организационным комитетом конкурса «Мисс Европа» в 1931 году для замены названия Кот-д’Аржан (Серебряный Берег), которое относится к литорали Новой Аквитании между Медоком и Страной Басков.